# المزیوناه
ال-مزیوناه یک منطقهٔ مسکونی در عمان است که در استان ظفار واقع شده‌است.